# ウエスト・サイド物語 (映画)

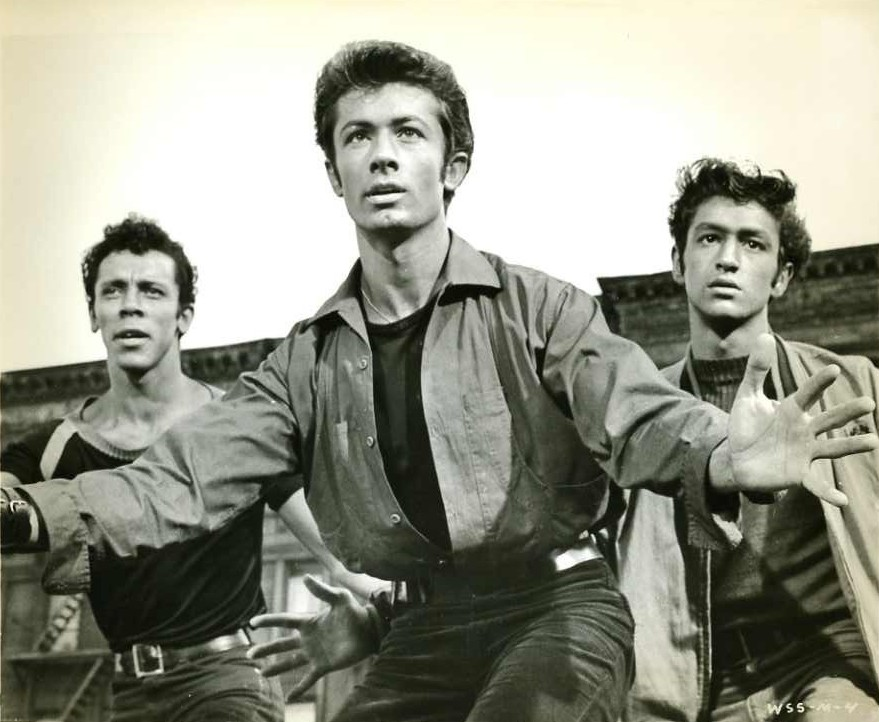
ジョージ・チャキリス（中央）

『ウエスト・サイド物語』（ウエストサイドものがたり、West Side Story）は、ロバート・ワイズとジェローム・ロビンズ監督の1961年のアメリカのミュージカルロマンスドラマ映画。原作はシェイクスピアの戯曲『ロミオとジュリエット』を元にした、1957年にブロードウェイで上演された同名のミュージカルである。本作は、その映像権を映画プロデューサーのウォルター・ミリッシュが獲得し、映画化した作品である。ナタリー・ウッドとリチャード・ベイマー主演。これにジョージ・チャキリス、リタ・モレノらが加わり、「トゥナイト」「アメリカ」「マンボ」「クール」「マリア」など、映画の中で歌われる曲も多くの人を魅了して、サウンドトラック・アルバムも空前の売り上げとなった。
アカデミー賞では作品賞をはじめ、ノミネートされた11部門中10部門を受賞し、この中には作品賞、監督賞とともにジョージ・チャキリスとリタ・モレノがそれぞれ助演男優賞と助演女優賞を受賞した。
1961年10月18日にユナイテッド・アーティスツの製作・配給で全米で公開され、批評家、観衆からの絶大な支持を得て、その年のアメリカ国内第2位の興行成績となった。
そしてAFIアメリカ映画100年シリーズによると、アメリカ映画ベスト100では1998年に第41位、2007年に第51位、2004年のアメリカ映画主題歌ベスト100では『雨に唄えば』『サウンド・オブ・ミュージック』と並んで3曲が選ばれ、また2006年のミュージカル映画ベストでは『雨に唄えば』に続いて第2位（第3位が『オズの魔法使』、第4位が『サウンド・オブ・ミュージック』）となり、ミュージカル映画の代表作として評価は高い。

## ストーリー
ところはニューヨーク、ウェストサイド・マンハッタンでは、ポーランド系アメリカ人少年で構成されている非行グループ・ジェット団は、最近になって力をつけてきたプエルトリコ系アメリカ人の非行グループ・シャーク団と、地元の唯一の広場であるビルの屋上運動場の占有権を巡って敵対関係にあった。一触即発の状況が続く中、我慢の限界を迎えたジェット団リーダーのリフは、シャーク団と決着を付けるため決闘を申し込むことに決め、元リーダーで親友のトニーを連れて中立地帯のダンスホールで開かれるダンスパーティーに出席する。そこでトニーは、初めてのダンスパーティーに期待で胸を弾ませていたマリアと出会い、2人は恋に落ちる。しかし、マリアはシャーク団リーダーのベルナルドの妹だったため、トニーはベルナルドの怒りを買ってしまう。
リフとベルナルドは決闘の詳細を決めるために、ドクの営むドラッグストアに向かう。一方、トニーは自宅に連れ戻されていたマリアと会い、彼女が働く洋服店で再会する約束を交わす。トニーはすぐさまドクの店に向かい、決闘の方法を巡って対立するリフとベルナルドに対して、一対一の素手による決闘を提案し、2人に承諾させる。しかし、双方とも決闘用にナイフを用意し、万が一の時にはグループ全員で戦うことを仲間と示し合わせる。
翌日、洋服店で再会したトニーとマリアは将来結婚することを誓い合う。その後、マリアは決闘を止めさせるようトニーに頼み、彼は決闘が行われている高架下に向かう。しかし、既に決闘は始まっており、トニーは必死に止めようとするがベルナルドは聞き入れず、ナイフを取り出して襲いかかる。それに対抗してリフもナイフを手に戦うが、トニーをかばってベルナルドに刺されてしまう。激怒したトニーもベルナルドを刺し殺してしまい、それをきっかけにグループ全員が戦い始める。やがて騒ぎを聞きつけた警察が到着したため、少年たちは散り散りになっていく。シャーク団のチノはベルナルドの復讐をするため、銃を手にトニーの行方を追う。建前上は復讐であったが、チノはマリアのことを愛しており、将来結婚する予定だったことからトニーを妬んでいたのである。
チノから兄が殺されたことを聞かされたマリアはショックを受けるが、謝りに来たトニーに「別れることは耐えられない」と応じ、トニーは「2人で街を出よう」と告げる。トニーはシャーク団から逃れるためドクの店に向かい、マリアも後を追おうとするが、ベルナルドの恋人アニタに彼と別れるように迫られる。マリアはアニタを説得してドクの店に行こうとするが、そこに警察が事情聴取に来たため、アニタに「到着が遅れることをトニーに伝えて欲しい」と伝言を頼む。アニタはドクの店に向かうが、そこにはジェット団が集まっており、トニーとの面会を断られたうえ、彼らに襲われる。トニーの逃走資金を持って来たドクに助けられるが、彼らの行動に激怒したアニタは「マリアは、トニーとの関係を知って激怒したチノに殺された」と嘘を言い放ち、店を出て行く。
ドクからマリアが死んだことを聞かされたトニーは絶望し、「早く殺しに来い」と叫びながらチノを探し出す。トニーは街を歩き回り、運動場でマリアと再会して駆け寄るが、チノによって射殺される。この時チノは、トニーを殺すか殺さないかを迷っていたが、マリアに駆け寄る姿を見て、射殺してしまったのだった。マリアはジェット団とシャーク団の双方に愛する人を2人も失った怒りをぶつけ、双方がこれまで起こしてきた愚かさや間違いを指摘し争うことの無意味さを語る。警察が駆け付ける中、ジェット団とシャーク団の少年たちがトニーの遺体を担ぎ運動場を出て行き、マリアも一人で運動場を後にする。

## キャスト
| 役名                 | 俳優                     | 日本語吹き替え    | 日本語吹き替え            | 日本語吹き替え                                                                                   |
| 役名                 | 俳優                     | TBS版1            | TBS版2 （吹替補完部分）   | テレビ東京版                                                                                     |
| -------------------- | ------------------------ | ----------------- | ------------------------- | ------------------------------------------------------------------------------------------------ |
| マリア               | ナタリー・ウッド         | 大竹しのぶ        | 堀江美都子                | 小島幸子                                                                                         |
| トニー               | リチャード・ベイマー     | 国広富之          | 大塚芳忠                  | 石川禅                                                                                           |
| リフ                 | ラス・タンブリン         | 尾藤イサオ        | 塩沢兼人 （千葉一伸）     | 林延年                                                                                           |
| アニタ               | リタ・モレノ             | 安奈淳            | 佐々木優子                | 松本梨香                                                                                         |
| ベルナルド           | ジョージ・チャキリス     | 沢田研二          | 山寺宏一                  | 川崎麻世                                                                                         |
| シュランク警部補     | サイモン・オークランド   | 木村幌            | 幹本雄之                  | 坂口芳貞                                                                                         |
| ドック               | ネッド・グラス           | 松村彦次郎        | 納谷六朗                  | 山野史人                                                                                         |
| クラプキ巡査         | ウィリアム・ブラムリー   | 蟹江栄司          | 亀井三郎 （原田晃）       | 岩崎ひろし                                                                                       |
| アイス               | タッカー・スミス         | 富山敬            | 田中秀幸                  | 平田広明                                                                                         |
| アクション           | トニー・モルデンテ       | 古谷徹            | 目黒裕一                  |                                                                                                  |
| A・ラブ              | デヴィッド・ウィンタース | 野島昭生          | 荒川太郎 （櫻井トオル）   | 菊池正美                                                                                         |
| ベイビー・ジョーン   | エリオット・フェルド     | 三ツ矢雄二        | 松野太紀                  |                                                                                                  |
| スノーボーイ         | バート・マイケルズ       | 安原義人          | 菅原淳一                  |                                                                                                  |
| タイガー             | デヴィッド・ビーン       | 西村知道          | 高宮俊介                  | くわはら利晃                                                                                     |
| ジョイボーイ         | ロバート・バナス         | 千葉繁            | 飛田展男                  |                                                                                                  |
| エニーボディズ       | スーザン・オークス       | 太田淑子          | 安永沙都子 （芝原チヤコ） |                                                                                                  |
| ビッグ・ディール     | スクーター・ティーグ     | 石丸博也          | 渋谷茂                    |                                                                                                  |
| マウスピース         | ハーヴェイ・ホーネッカー | 曽我部和恭        |                           |                                                                                                  |
| グラジェラ           | ジーナ・トリコニス       | 弥永和子          | こおろぎさとみ            |                                                                                                  |
| ヴェルマ             | キャロル・ダンドレア     | 小宮和枝          | 麻見順子                  | 水間真紀                                                                                         |
| チノ                 | ホセ・デ・ヴェガ         | 中尾隆聖          | 関俊彦                    |                                                                                                  |
| ペペ                 | ジェイ・ノーマン         | 石丸博也          | 森利也                    | 堀川仁                                                                                           |
| インディオ           | ガス・トリコニス         | 曽我部和恭        | 石田彰                    |                                                                                                  |
| ロコ                 | ジェイム・ロジャース     | 林一夫            | 金丸淳一                  | 鈴木正和                                                                                         |
| コンスェーロ         | イヴォンヌ・ワイルダー   | 松金よね子        | 大谷育江                  |                                                                                                  |
| ロザリア             | スージー・ケイ           | 麻上洋子          | 佐藤ユリ                  | 黒崎彩子                                                                                         |
| ダンスホールの指導員 | ジョン・アスティン       | 阪脩              | 塚田正昭 （宗矢樹頼）     | 岩崎ひろし                                                                                       |
| マダム・ルシア       | ペニー・サントン         | 此島愛子          | 向殿あさみ                |                                                                                                  |
| 不明 その他          | N/A                      | 中村武己 藤城裕士 |                           | 落合弘治 亀井芳子 石田彰 柴本浩行 猪野学 竹村叔子 田坂秀樹 浅野まゆみ 横尾博之 天田真人 鳥海浩輔 |

- TBS版1：初回放送1979年1月4日『資生堂 新春スペシャル』21:05-23:55 ※ノーカット放送
  - 資生堂の単独提供で放送。この放送のために4本のロングCMが制作された[3]。
- TBS新版：初回放送1990年12月12日『水曜ロードショー』21:00-23:29 ※DVD／BD収録・正味約137分（一部原語音声・字幕対応）
  - 2014年5月10日、WOWOWにてカット部分を同一声優（一部は代役）で追加録音しノーカットにした「吹替補完版」が放送された[4]。
- テレビ東京版：初回放送1999年12月28日『20世紀名作シネマ』21:00-23:30

※2021年12月3日発売の「吹替の力」シリーズ『ウエスト・サイド 物語 日本語吹替音声追加収録版ブルーレイ』にはTBS版1、TBS版2（吹替補完版）の2種を収録。

## スタッフ
- 監督 - ロバート・ワイズ、ジェローム・ロビンズ
- 脚本 - アーネスト・レーマン
- 原作 - ジェローム・ロビンズ、アーサー・ローレンツ（英語版）
- 製作 - ロバート・ワイズ
- 製作総指揮 - ウォルター・ミリッシュ
- 撮影 - ダニエル・L・ファップ（英語版）
- 編集 - トーマス・スタンフォード（英語版）
- 作詞 - スティーヴン・ソンドハイム
- 作曲 - レナード・バーンスタイン
- オーケストレーション - アーウィン・コスタル、シド・ラミン（英語版）
- 指揮 - ジョニー・グリーン（英語版）
- 製作会社 - ユナイテッド・アーティスツ、ザ・ミリッシュ・カンパニー（英語版）、セヴン・アーツ・プロダクションズ
- 配給 - ユナイテッド・アーティスツ

### 日本語版
- 字幕翻訳 - 菊地浩司

| 吹替           | TBS版1     | TBS版2 （追加録音部分）                 | テレビ東京版    |
| -------------- | ---------- | --------------------------------------- | --------------- |
| 演出           | 佐藤敏夫   | 福永莞爾 （岩田敦彦）                   | 木村絵理子      |
| 翻訳           | 木原たけし | 木原たけし （伊藤里香）                 | 武満眞樹        |
| 調整           |            |                                         | 荒井孝          |
| 効果           |            |                                         | リレーション    |
| 担当           |            |                                         | 河越美帆        |
| プロデューサー | 熊谷国雄   | 上田正人                                | 深澤幹彦 戸張涼 |
| 制作           | 東北新社   | 東北新社 （ブロードメディア・スタジオ） | 東北新社        |
| 制作           | TBS        | TBS                                     | テレビ東京      |

## 歌の吹替に関して
公開にあたり、主演俳優4人の歌唱部分は大部分が吹替えられることになった（歌唱者は以下の通り）。
- マリア - マーニ・ニクソン
- トニー - ジミー・ブライアント（英語版）
- リフ - タッカー・スミス（英語版）
- アニタ - ベティ・ワンド（英語版）

吹替えた歌手の名前は映画本編でもサウンドトラック・アルバムでもクレジットされていなかった（現在販売されているものにはクレジットされている）。これは当時広く行われていた慣習であったが、後にいくつかの問題に発展した。
特に大きな問題となったのは、ナタリー・ウッド演じるマリアの吹替である。ウッドは自身の歌声が使われると信じて撮影を行っていたが、裏ではマーニ・ニクソンによる吹替が決められていた。撮影終了後に初めてこのことを知ったウッドは激怒したと伝えられる。そのため、ニクソンの録音はウッドの協力のない状態で行わざるを得ず、アップショットの場面を中心にウッドの歌い間違いの修正に苦心した上、最後のシーンでは「触らないで!」（“Don't you touch him!”）と「大好きよ、アントン」（“Te adoro, Anton.”）という台詞の吹替まで行うことになった。このことからニクソンは、サウンドトラック・アルバムの売上の一部を要求するに至ったが、配給会社もレコード会社もこれを聞き入れず、結局はバーンスタインが自主的に報酬の一部をニクソンに回すことで解決を図った。
他にも、アニタの吹替を担当したワンドが訴訟を起こし、サウンドトラックの売上の一部を受け取ることで和解している。

## 受賞歴
| 賞                 | 部門                     | 対象者                                                                    | 結果       |
| ------------------ | ------------------------ | ------------------------------------------------------------------------- | ---------- |
| 第34回アカデミー賞 | 作品賞                   | ロバート・ワイズ                                                          | 受賞       |
| 第34回アカデミー賞 | 監督賞                   | ジェローム・ロビンズ ロバート・ワイズ                                     | 受賞       |
| 第34回アカデミー賞 | 助演男優賞               | ジョージ・チャキリス                                                      | 受賞       |
| 第34回アカデミー賞 | 助演女優賞               | リタ・モレノ                                                              | 受賞       |
| 第34回アカデミー賞 | 脚色賞                   | アーネスト・レーマン                                                      | ノミネート |
| 第34回アカデミー賞 | ミュージカル映画音楽賞   | ソウル・チャップリン ジョニー・グリーン シド・ラミン アーウィン・コスタル | 受賞       |
| 第34回アカデミー賞 | 録音賞                   | ゴードン・E・ソーヤー フレッド・ハインズ                                  | 受賞       |
| 第34回アカデミー賞 | 美術賞（カラー）         | ボリス・レヴェン（美術） ヴィクター・A・ガンジェリン（装置）              | 受賞       |
| 第34回アカデミー賞 | 撮影賞（カラー）         | ダニエル・L・ファップ                                                     | 受賞       |
| 第34回アカデミー賞 | 衣裳デザイン賞（カラー） | アイリーン・シャラフ                                                      | 受賞       |
| 第34回アカデミー賞 | 編集賞                   | トーマス・スタンフォード                                                  | 受賞       |

11部門でノミネートされ、うち10部門で受賞。なお、歌曲賞は、映画のための書き下ろしではないという理由でノミネートから外された。

## 日本初公開
日本では1961年12月23日に丸の内ピカデリーなどの松竹洋画系で封切られた。当初は客の入りが悪くガラガラであったが、年が明けると連日満員となり、翌々1963年5月17日まで73週509日にわたる記録的なロングラン上映となった。これは前年の『ベン・ハー』を凌ぐ記録で、2012年9月15日に公開された『祈り〜サムシンググレートとの対話〜』が1192日のロングラン記録を達成するまで更新されなかった。丸の内ピカデリーだけで興行収入4億4968万円を上げ、全ての上映館の最終的な配給収入は13億円の大ヒットとなった。

## 舞台版との違い
映画では舞台版から楽曲構成、歌詞などに相当の変更が加えられている。また、役名や役の位置づけにも一部変更がある。
役の大きな変更では、ジェッツの2番手にあたる役がアクションではなく「アイス」という役に変更されている。また、ファイティングシーンで戦うのも、ディーゼルではなくアイスに変更されている。アイスは常に冷静さを欠かさないクールな少年として設定されているため、トーンティングでのアニタの悲劇が起きる場面には彼の存在があってはならず、トニーを狙っているチノを探しに直前に外に出たため、ドラッグストアにはいない。彼の役を演じたタッカー・スミスは、来日公演ではリフを演じ、リフ役のタンブリンの歌唱部分も吹き替えとして担当した。他にグラジェラとヴェルマの位置づけが入れ替わっていたり、ブライダルショップのオーナーであるマダム・ルチアが登場したりといった変更がある。
楽曲の順序の入れ替えとして、ダンスパーティー後にシャークスを待つジェッツが歌う「クール」と、決闘後に同じくジェッツが歌う「クラプキ巡査どの」の位置が入れ替えられている。これに伴い「クラプキ巡査どの」はアクションではなくリフが中心となって歌い、「クール」は死んだリフに代わってジェッツを束ねるアイスが歌い、内容も「シャークスへの復讐にむけて冷静になれ」という意味を持ったものになっている。また、舞台版では決闘後（第2幕冒頭）に置かれている「素敵な気持ち」が2日目夕方のトニーとマリアの待ち合わせ前に移され、マリアたちがお針子をするブライダルショップでの情景に変更されている。これらの変更は明るい雰囲気をもった「クラプキ巡査どの」と「素敵な気持ち」を決闘前に、不気味で緊張感の高い「クール」を決闘後に移すことで、決闘を挟んでの物語の暗転をよりくっきり描き出す効果を得ている。
また、ダンスパーティー後のナンバーである「トゥナイト」と「アメリカ」の順番が入れ替わっている。「アメリカ」は舞台版では女たちだけの歌であるが、映画ではアニタ率いる女たちとベルナルド率いる男たちが対抗して歌い、歌詞もベルナルドたちがアメリカの欠点を数えあげる、より社会批判的な内容に変えられている。
その他の楽曲構成の変更として、舞台版の序曲では「どこかへ」の旋律が現れるが、映画版では「マリア」の旋律に変えられ、続く「プロローグ」も舞台版より拡大されている。また、舞台版では第2幕前半にあって全員のダンスを含む「どこかへ」のシークエンスは歌の前後が大幅にカットされ、歌はトニーとマリアのデュエットで歌われる（オリジナルでは舞台裏の女声が歌う）。「体育館でのダンスパーティー」はリフ役のタンブリンのアクロバットを見せるために拡張されている。また「あんな男に/私は愛している」は「あんな男に」後半のデュエット部分がカットされ、マリアのソロからそのまま「私は愛している」に移行するほか、「ひとつの心」でも若干のカットがある。

## 備考
- 映画の大部分はロサンゼルスに作られたボリス・レヴィン設計によるセットで撮影された。ただ、映画冒頭の一連のシーンはニューヨークの、現在はフォーダム大学リンカーン・センターキャンパスが建っている一角で撮影された。舞台版監督のロビンスは音楽シーン、ダンスシーン、ファイトシーンの全責任を負っていたが、撮影が60パーセントほど進んだ時点で予算超過を理由に解雇された。彼の最後の仕事は決闘場面の演出書きであった[11]。
- マリアのバルコニーは、ユニバーサル・スタジオ・ジャパンのニューヨーク・エリアで再現されている。
- 日本の映画監督石井輝男は同作を非常に気に入っており、監督作『網走番外地 悪への挑戦』や『暴走』シリーズなどに影響が見られる。
- マイケル・ジャクソンの「今夜はビート・イット」のPVは本作がモチーフとなっている(原題"Beat It"は本作中のセリフに由来)。
- 第56回アカデミー作品賞を受賞した映画『愛と追憶の日々』において「クラプキ巡査どの」が流れるシーンがある。その際「ムードのない音楽」と批評される。
- 冒頭のシーンでジェッツからバスケットボールを受け取る黒いシャツの少年は、クリストファー・カルキンである。
- ラストシーンでマリアが人々を見渡す際、マリアのペンダントの位置がカットによって変化する。
- 劇中で履かれていた黒のローカットのバスケットシューズが注目を集めたが、この靴は日本ゴム（現・アサヒコーポレーション）製のものであった。アメリカから逆輸入される形で、日本でも若者に愛用されるようになっていった。
- オープニングタイトルはソール・バスがデザインし、リンウッド・ダン（英語版）が撮影、製作した。1994年ディスカバリー・チャンネルが放送した『ムービー・マジック』第1シーズン第2回では、ダンがタイトル素材を撮影する様子が短く紹介されている。
- オープニングタイトル最後、ズームバックでタイトルロゴが現れる直前「オレンジ → 緑 → 青」（DVDまでの順番）と移り替わる背景色が、製作50周年を記念し修復が施されたBDでは「赤 → 黒=暗転 → 青」に変更された。独自に大面積フィルムからマスターを起こしNHKが2020年にBS8Kで放送した8K版では暗転無しに戻ったが、BSプレミアムでの放送はBD用のマスターに依拠しており、暗転がみられる。
- 劇中音楽「Cool」などでピアノを演奏しているのは、当時ジャズピアニストでのちに映画音楽作曲家として有名になるジョン・ウィリアムスである。

## リメイク
2021年、スティーヴン・スピルバーグ監督でリメイクされる。